# Castillo de Ekebyhov
El Castillo de Ekebyhov (Ekebyhovs slott) es una antigua mansión en el municipio de Ekerö en el condado de Estocolmo, Suecia. La instalación ha sido propiedad del municipio de Ekerö desde 1980 y ha sido la sede del Ekebyhovs Äppelgenbank desde 1998.

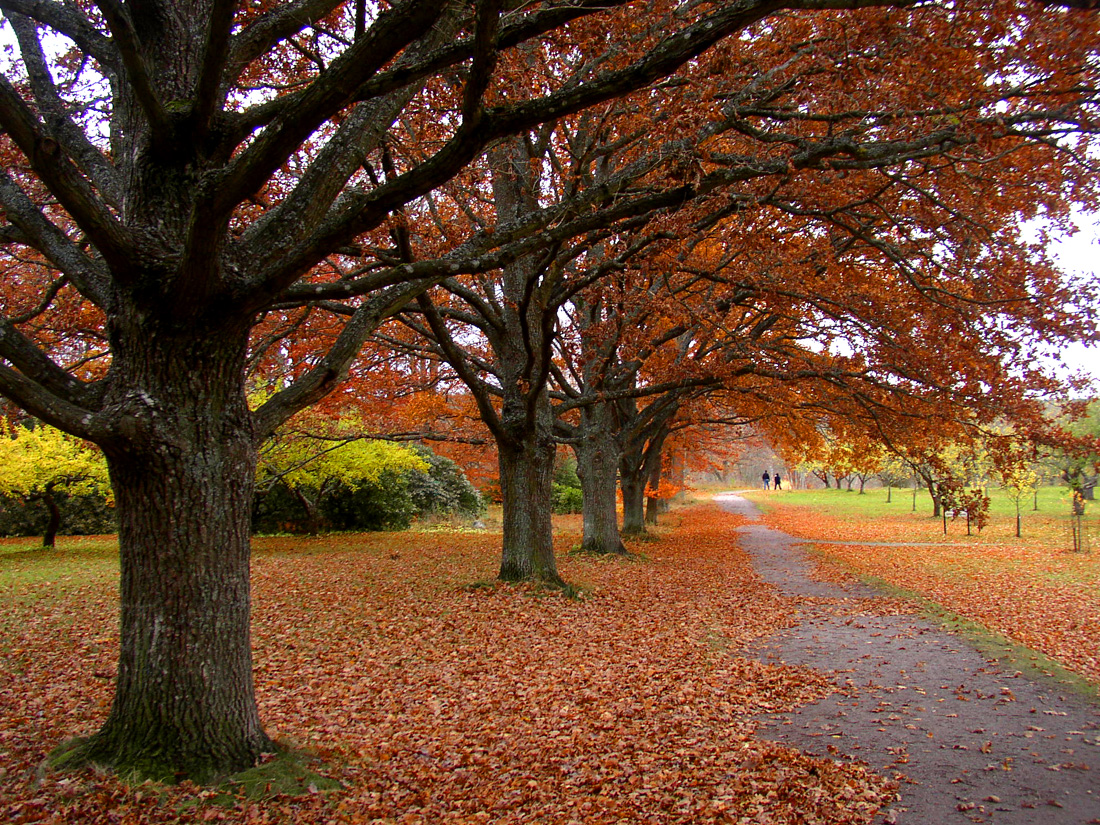
Parque de Ekebyhov.

Gran parte del calendario navideño de SVT Mirakel (2020) fue filmado en el Castillo de Ekebyhov.